# 로쿠고정 (야마나시현)
로쿠고정(六郷町)은 야마나시현 니시야쓰시로군에 놓여졌던 정이다.
2005년 10월 1일, 인접한 이치카와다이몬정 및 미타마정과 대등 합병해 이치카와미사토정이 되어 같은날 폐지되었다.

## 역사
- 1951년 4월 1일 - 이와마촌, 구스호촌, 미야하라촌, 쓰즈라사와촌, 가모가리쓰무기촌, 오치이촌이 합병해 로쿠고촌이 성립하였다.
- 1954년 4월 1일 - 정으로 승격해 로쿠고정이 되었다.
- 2005년 10월 1일 - 이치카와다이몬정, 미타마정과 합병해 이치카와다이몬정이 성립하였다. 동일 로쿠고정은 폐지되었다.

## 경제
산간 지역으로 경지가 적고 농업 생산력이 낮기 때문에 인장과 버선 등의 고장 산업이 발달하였다.

## 교통

### 철도
- 도카이 여객철도 미노부 선